# Thierry Flamand
Pour les articles homonymes, voir Flamand et Didier Flamand.
Thierry Flamand, né le 13 juillet 1953, est un chef décorateur de cinéma, décorateur de théâtre, metteur en scène et affichiste français.

## Biographie
Thierry Flamand est diplômé des Beaux-Arts de Paris en architecture en 1979. Il a été nommé trois fois aux César du cinéma pour le César des meilleurs décors : en 1999, pour le film Place Vendôme de Nicole Garcia, en 2008 pour Le Deuxième souffle d'Alain Corneau, et en 2015 pour La Belle et la Bête de Christophe Gans. Il décroche le César pour ce dernier film.
Son frère, Didier Flamand (né en 1947), est acteur, auteur et metteur en scène, avec qui il a collaboré, entre autres pour sa pièce Prends garde au zeppelins, en 2002.

## Filmographie

### Chef décorateur
- 1983 : Le Dernier Combat de Luc Besson
- 1983 : La Matiouette, ou l'arrière-pays de André Téchiné
- 1984 : Frankenstein 90 de Alain Jessua
- 1985 : Le Thé au harem d'Archimède de Mehdi Charef
- 1987 : Le Grand Chemin de Jean-Loup Hubert
- 1987 : Funny Boy de Christian Le Hémonet
- 1988 : Chocolat de Claire Denis
- 1989 : Après la guerre de Jean-Loup Hubert
- 1990 : Mado, poste restante
- 1991 : Jusqu'au bout du monde (Bis ans Ende der Welt) de Wim Wenders
- 1992 : La Belle Histoire de Claude Lelouch
- 1993 : La Vis
- 1993 : À cause d'elle de Jean-Loup Hubert
- 1994 : J'ai pas sommeil de Claire Denis
- 1995 : Par-delà les nuages (Al di là delle nuvole) de Michelangelo Antonioni et Wim Wenders
- 1997 : Un amour de sorcière de René Manzor
- 1998 : Place Vendôme de Nicole Garcia
- 1998 : En plein cœur de Pierre Jolivet
- 2000 : Les Rivières pourpres de Mathieu Kassovitz
- 2000 : Sabotage!
- 2002 : Le Raid de Djamel Bensalah
- 2002 : Ni pour, ni contre (bien au contraire) de Cédric Klapisch
- 2003 : Le Bison (et sa voisine Dorine) de Isabelle Nanty
- 2005 : Iznogoud de Patrick Braoudé
- 2006 : Selon Charlie de Nicole Garcia
- 2007 : Le Deuxième souffle d'Alain Corneau
- 2010 : Un balcon sur la mer de Nicole Garcia
- 2014 : La Belle et la Bête de Christophe Gans
- 2015 : Emperor de Lee Tamahori
- 2015 : Les Beaux Jours d'Aranjuez de Wim Wenders
- 2016 : Submergence de Wim Wenders
- 2017 : Kursk de Thomas Vinterberg

Publicité
- 2006 : Coca Cola Light, La poursuite (The Chase)

### Affiche
Plusieurs réalisations d'affiches de cinéma, comme :
- 1987 : Prick Up Your Ears de Stephen Frears
- 1984 : Paris, Texas de Wim Wenders
- 1985 : Zoo de Peter Greenaway
- 2002 : L'Adversaire de Nicole Garcia

## Théâtre

### Décorateur
- 1993 : La plaie et le couteau, texte de Enzo Cormann, Villeneuve-lez-Avignon
- 2002 : Prends bien garde aux zeppelins, texte et mise en scène de Didier Flamand, Paris
- 2006 : Manon Lescault, opéra de Puccini, mis en scène par Didier Flamand et Jean Reno, Turin, Italie
- 2008 : Elle t'attend, pièce et mise en scène de Florian Zeller, Paris
- 2009 : Vie privée, mise en scène et adaptation de Pierre Laville, d'après la comédie de Philip Barry, Paris
- 2009 : César, Fanny, Marius, mise en scène et adaptation de Francis Huster, d'après Marcel Pagnol, Paris

### Metteur en scène
- 2006 : Université d'été, pièce en un acte de Lionel Goldstein, Théâtre national de Chaillot, Paris

## Ludographie
- 2010 : Heavy Rain de Quantic Dream
- 2012 : Beyond: two souls de Quantic Dream

## Distinctions

### Nominations
- 1999 : César du meilleur décor lors de la 24e cérémonie des César pour Place Vendôme
- 2008 : César du meilleur décor lors de la 33e cérémonie des César pour Le Deuxième souffle

### Lauréat
- 2015 : César du meilleur décor lors de la 40e cérémonie des César pour La Belle et la Bête

### Source
- Site officiel de Thierry Flamand